# Kurfürstendamm

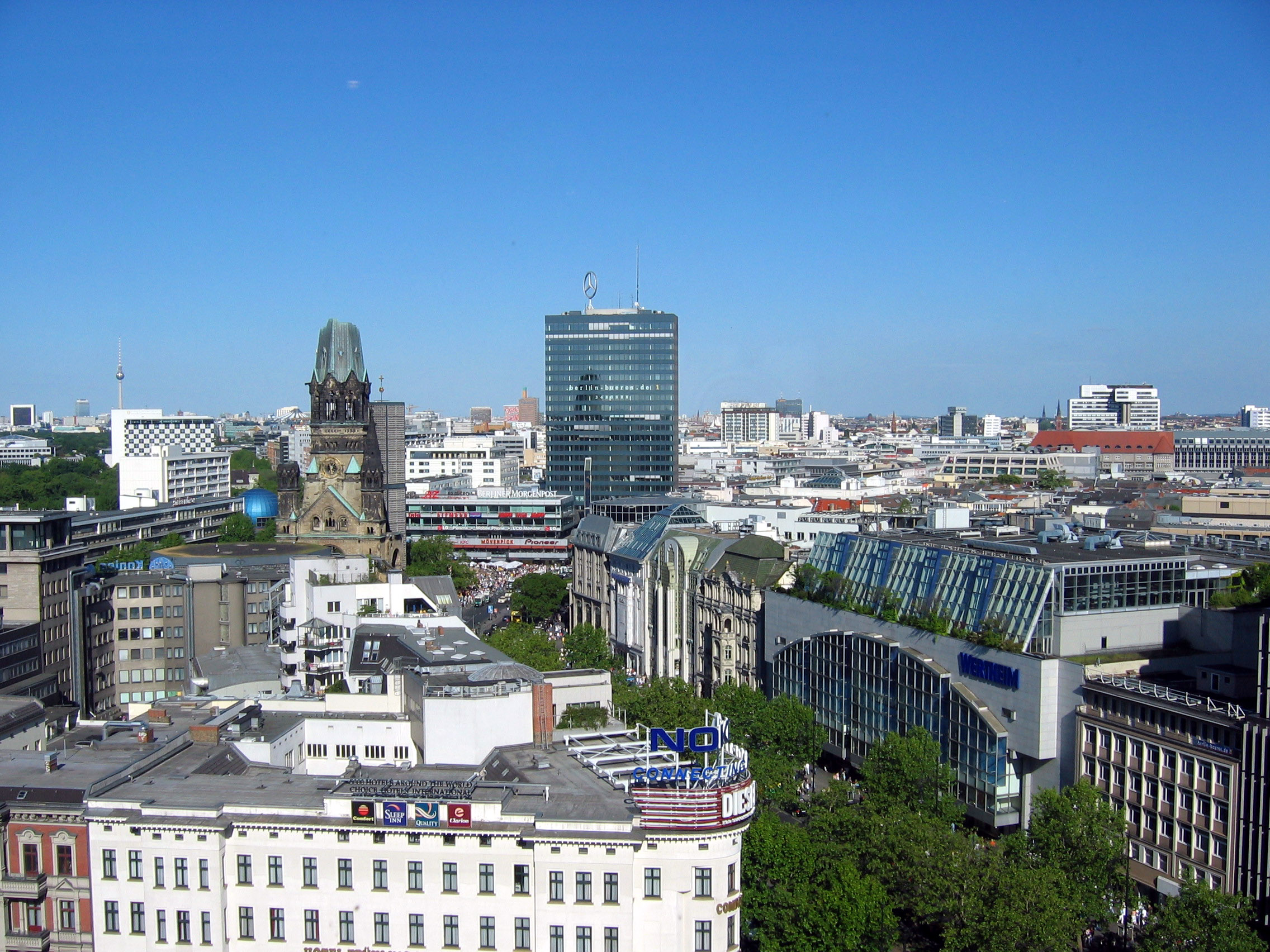
Kurfürstendamm.

Kurfürstendamm é a avenida principal de Berlim do oeste. É uma rua comercial que se desenvolveu no século XIX e no início do século XX. Depois da Segunda Guerra Mundial, quando a cidade foi dividida pelas vencedoras da guerra, tornou-se a região de Kurfürstendamm o centro de Berlim ocidental.
O projeto de arte internacional único a nível internacional United Buddy Bears foi apresentado em Berlim no boulevard Kurfürstendamm durante o verão de 2011.